# Pekan Olahraga Nasional IV/Badminton

Eröffnete die Spiele: Präsident Sukarno

Bei den Pekan Olahraga Nasional IV wurden im Badminton Titelträger im Dameneinzel, im Damendoppel, im Mixed und bei den Herrenteams ermittelt. Die Spiele fanden vom 27. September bis zum 6. Oktober 1957 in Makassar statt. Sie wurden durch Präsident Sukarno eröffnet.

## Titelträger
| Disziplin    | Sieger                                       |
| ------------ | -------------------------------------------- |
| Herreneinzel | nicht ausgetragen                            |
| Dameneinzel  | Ong Hong Nio (Jawa Tengah)                   |
| Herrendoppel | nicht ausgetragen                            |
| Damendoppel  | Oei Lin Nio Rosnida Nasution (Sumatra Utara) |
| Mixed        | Tjiue Wie Hong Goei Ing Nio (Jawa Tengah)    |
| Herrenteam   | Jawa Tengah                                  |
| Damenteam    | nicht ausgetragen                            |